# Pedro Martínez (község)
Pedro Martínez egy község Spanyolországban, Granada tartományban. Pedro Martínez Alicún de Ortega, Villanueva de las Torres, Dehesas de Guadix, Fonelas, Huélago, Morelábor, Gobernador, Torre-Cardela, Guadahortuna és Alamedilla községekkel határos. Lakosainak száma 1147 fő (2024).

## Népesség
A település népessége az elmúlt években az alábbi módon változott:
| Lakosok száma | 1306 | 1267 | 1217 | 1158 | 1273 | 1182 | 1150 | 1107 | 1148 | 1147 |
|               | 2001 | 2004 | 2006 | 2009 | 2011 | 2014 | 2016 | 2019 | 2021 | 2024 |